# Gregor Kiczales

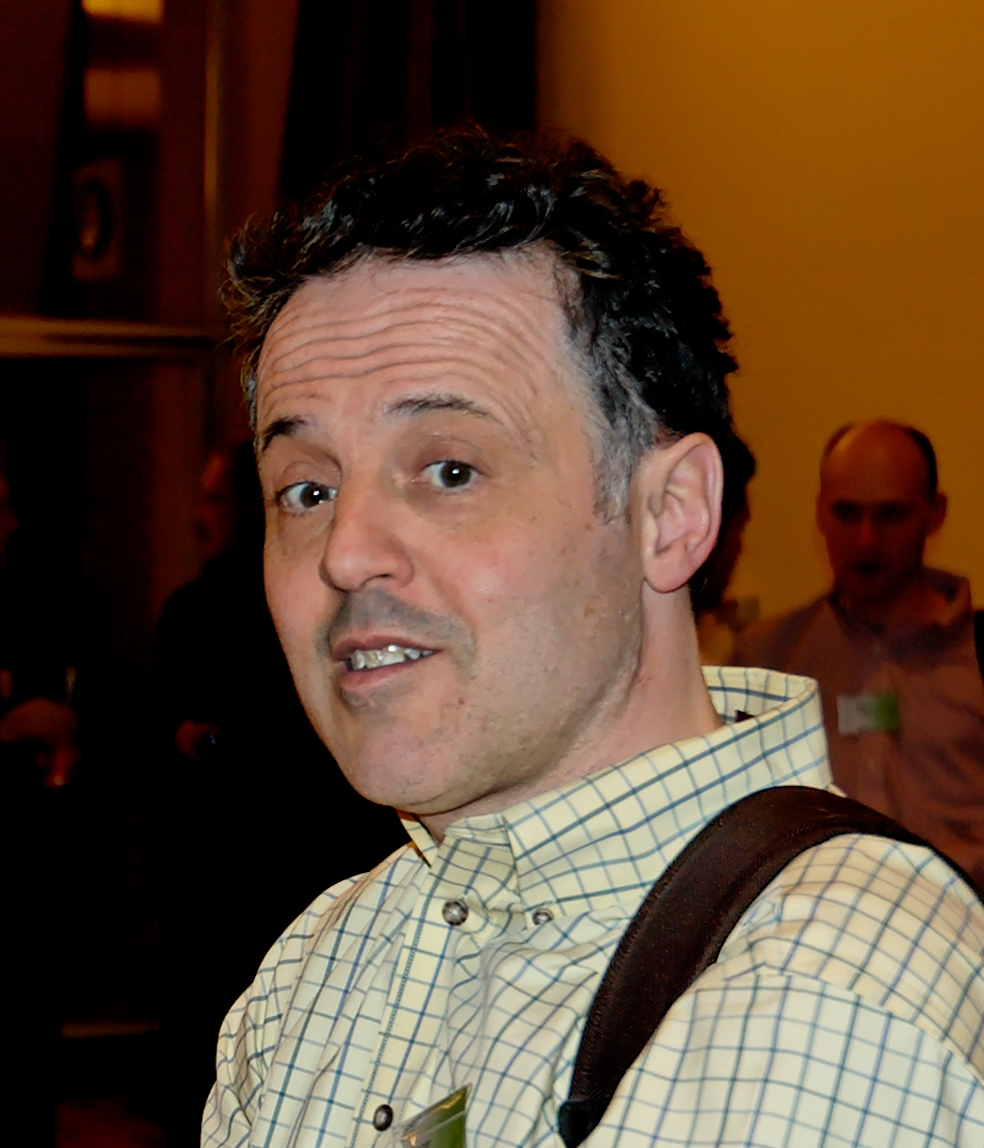
Gregor Kiczales

Gregor Kiczales – profesor informatyki na Uniwersytecie Kolumbii Brytyjskiej w Kanadzie.
Jego najbardziej znaną koncepcją jest paradygmat programowania zorientowanego aspektowo. Jest on również w Xerox PARC kierownikiem zespołu tworzącego projekt AspectJ, który jest aspektowym rozszerzenie dla języka Java. Miał również wkład w stworzenie Common Lisp Object System (CLOS) – rozszerzenia języka Common Lisp umożliwiającego programowanie obiektowe w tym języku. Wspólnie z Jimem Des Rivièresem oraz Danielem G. Bobrowem jest autorem książki pt. The Art of the Metaobject Protocol, w której przedstawiona jest implementacja systemu CLOS przy użyciu samego systemu CLOS (stąd przedrostek meta w tytule pracy).
W roku 2002 razem z Charlesem Simonyi, gdy ten odszedł z Microsoftu, został współzałożycielem Intentional Software. Aktualnie nie ma z tą firmą jednak większego związku.